# Gavialidium crocodilum
Gavialidium crocodilum är en insektsart som först beskrevs av Henri Saussure 1862.  Gavialidium crocodilum ingår i släktet Gavialidium och familjen torngräshoppor. Inga underarter finns listade i Catalogue of Life.